# Норвегия на зимних Олимпийских играх 2002
Результаты выступления сборной команды Норвегии на зимних Олимпийских играх 2002 года, проходивших в Солт-Лэйк-Сити, США. Честь страны защищали семьдесят семь спортсменов, принимавшие участие в одиннадцати видах спорта. В итоге сборная удостоилась двадцати пяти комплектов наград и в общекомандном зачёте заняла первое место.
С тринадцатью золотыми медалями Норвегия повторила рекорд СССР на зимних Олимпийских играх 1976, однако спустя восемь лет этот рекорд побила сборная Канады, заработав четырнадцать золотых комплектов наград на играх в Ванкувере.

## Медалисты

### Золото
- Четиль Андре Омодт — горнолыжный спорт, комбинация.
- Четиль Андре Омодт — горнолыжный спорт, супергигант.
- Уле-Эйнар Бьёрндален — биатлон, 10 км.
- Уле-Эйнар Бьёрндален — биатлон, гонка преследования 12,5 км.
- Уле-Эйнар Бьёрндален — биатлон, 20 км.
- Фруде Андресен, Уле-Эйнар Бьёрндален, Эгиль Йелланн и Халвар Ханевольд — биатлон, эстафета 4 х 7,5 км.
- Фруде Эстиль и Томас Альсгорд (разделили золотую медаль) — лыжные гонки, гонка преследования 10 км.
- Бенте Скари — лыжные гонки, 10 км.
- Томас Альсгорд, Андерс Эукланн, Фруде Эстиль и Кристен Шельдаль — лыжные гонки, эстафета 4 х 10 км.
- Тур Арне Хетланн — лыжные гонки, спринт 1,5 км.
- Торгер Нергор, Бент Анунд Рамсфьелл, Флемминг Давангер, Ларс Вогберг и Пол Трульсен — кёрлинг.
- Кари Тро — фристайл, могул.

### Серебро
- Лассе Кьюс — горнолыжный спорт, скоростной спуск.
- Лив-Грете Пуаре — биатлон, 15 км.
- Гунн Маргит Андреассен, Лив-Грете Пуаре, Анн-Элен Шельбрей и Линда Хьёрхом — биатлон, эстафета 4 х 7,5 км.
- Фруде Эстиль — лыжные гонки, 15 км.
- Марит Бьёрген, Бенте Скари, Хильде Йермундшёуг Педерсен и Анита Моэн — лыжные гонки, эстафета 4 х 5 км.

### Бронза
- Лассе Кьюс — горнолыжный спорт, гигантский слалом.
- Кристен Шельдаль — лыжные гонки, масстарт 30 км.
- Бенте Скари — лыжные гонки, 30 км.
- Одд-Бьёрн Йельмесет — лыжные гонки, 50 км.
- Анита Моэн — лыжные гонки, спринт 1,5 км.
- Лассе Сетре — конькобежный спорт, 10 000 м.
- Одне Сёндроль — конькобежный спорт, 1500 м.